# Stuart Elliott
Stuart Elliott (Belfast, Irlanda del Norte, 23 de julio de 1978) es un futbolista norirlandés. Juega de volante y su actual equipo es el Hull City de la Football League Championship de Inglaterra.

## Selección nacional
Ha sido internacional con la Selección de fútbol de Irlanda del Norte, ha jugado 38 partidos internacionales y ha anotado 4 goles.

## Clubes
| Club          | País              | Año       |
| ------------- | ----------------- | --------- |
| Glentoran FC  | Irlanda del Norte | 1998-2000 |
| Motherwell FC | Escocia           | 2000-2002 |
| Hull City     | Inglaterra        | 2002-     |

- Datos: Q3100449